# 康斯坦丁·伊雷切克
康斯坦丁·約瑟夫·伊雷切克（捷克語：Konstantin Josef Jireček，1854年7月24日—1918年1月10日）是捷克歷史學家和大学教授。他致力於研究以前曾鮮為人知的巴爾干人民和諸國歷史，尤其是保加利亞人和塞爾維亞族人。

## 生平
受到歷史學家的召喚，遵循家族传统，伊雷切克像外祖父帕維爾·約瑟夫·沙法里克一樣在早年選擇這條道路并準備。在科學上他受到了久羅·達尼契奇的引導。作為一個高中生時就發表了一系列關于南部斯拉夫民族文獻的觀點。在布拉格他學習了历史、地理和哲学。博士論文為“保加利亞人歷史”（1876年），得到世界性的聲譽。

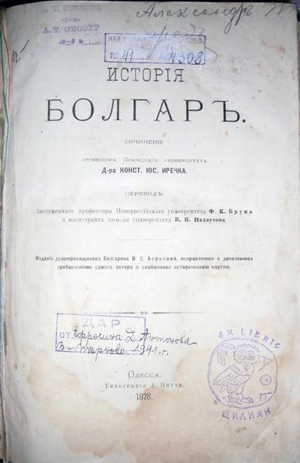
保加利亞人歷史（敖德萨，1878年）

## 另見
- 伊雷切克線

## 外部連結
- Иречек, К. История болгар. Одесса, 1878 （页面存档备份，存于）
- Jirecek, K. La civilisation serbe au moyen âge. Paris, 1920
- 康斯坦丁·伊雷切克（德国国家图书馆目录）
- 互联网档案馆中康斯坦丁·伊雷切克的作品或与之相关的作品
- 來自康斯坦丁·伊雷切克的LibriVox公共領域有聲讀物
- SANU. . Чланови Српске академије наука и уметности.   [2017-02-07]. （原始内容存档于2016-03-04）.